# Pteropus ocularis
Pteropus ocularis is een vleermuis uit het geslacht Pteropus die voorkomt op de eilanden Ceram en Buru in de Molukken (Indonesië). Deze soort is verwant aan de grotere Pteropus conspicillatus, een soort die in andere delen van de Molukken, op Nieuw-Guinea en in Australië voorkomt.
P. ocularis is een middelgrote vleerhond. De rug is donkerbruin, de schouders zijn lichtgeel. Om de ogen zitten lichte ringen. Voor een vrouwtje uit Buru bedraagt de kop-romplengte 200 mm, de voorarmlengte 142 mm, de tibialengte 37 mm, de oorlengte 24 mm en het gewicht 220 g.